# 雪鍊
雪鍊，又稱胎鍊，由美國人哈里·D·威德（Harry D. Weed）於1904年發明，是安裝在車輪的一種鍊條，使車輛在雪地或結冰路面上行駛時，能仍有抓地力而不會打滑。
雪鍊安裝在車輛的驅動輪上，且左右兩邊均要安裝。由於安裝雪鍊後，可能會增加油耗，且車速不能超過每小時50（31英里），因此是供非經常性進入雪地或結冰路面行駛的車輛所使用。在一些常下雪的地方，車輛通常會更換雪胎以在雪地或結冰路面上行駛。

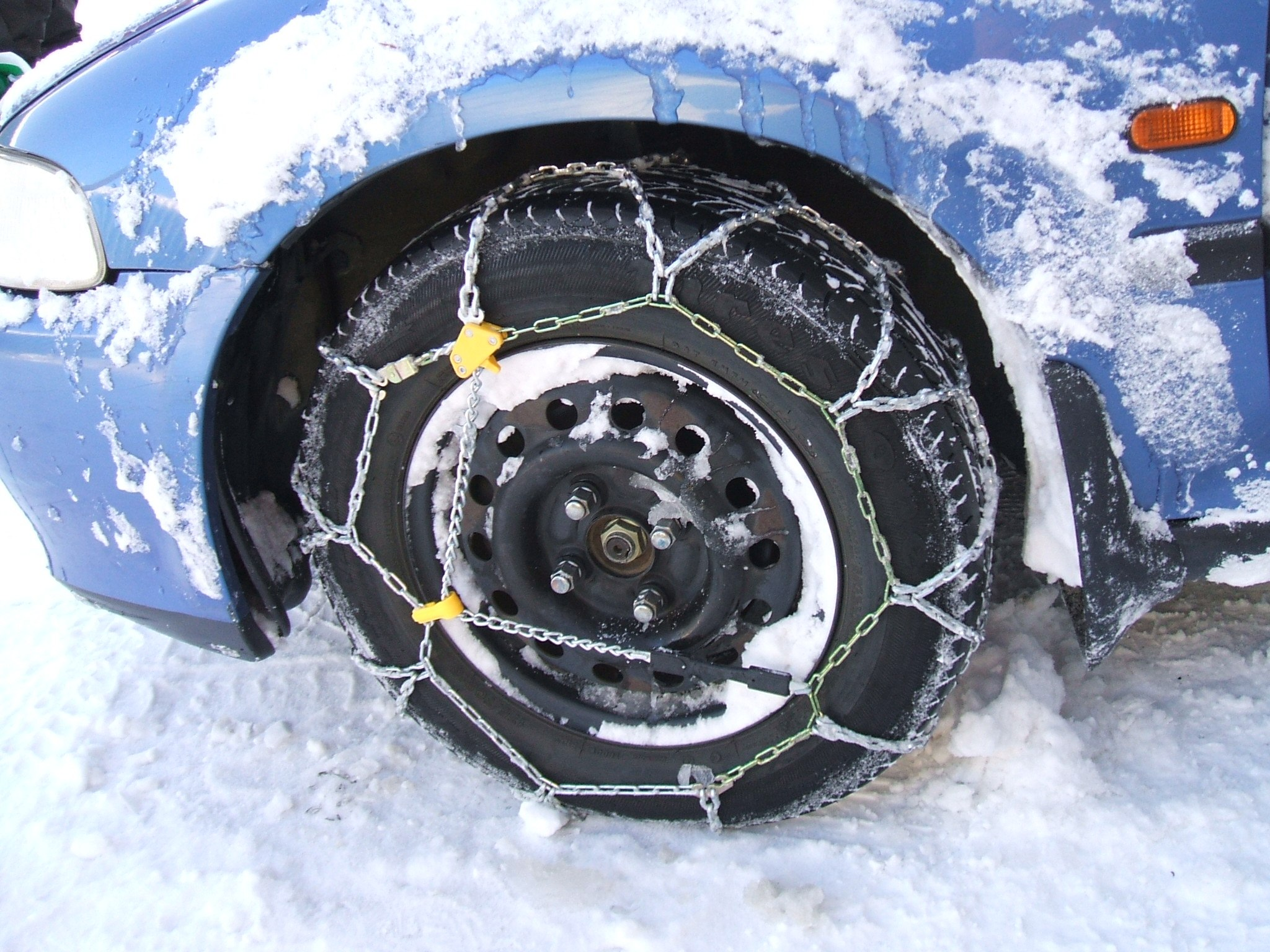
前輪安裝雪鍊的汽車
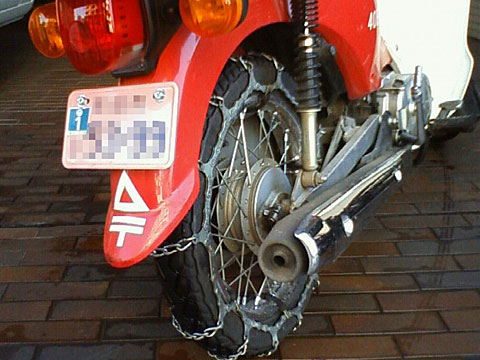
後輪安裝雪鍊的摩托車

## 外部連結
- Yosemite National Park Tire Chains Page （页面存档备份，存于）